# 複層上皮
複層上皮的定義是由兩層或多層細胞所構成之上皮。複層上皮主要爲保護功能，其形成複層的程度和特性與其表面曝露在何種物理壓力下有關。一般來說，複層上皮因爲其厚度的關係， 所以不適合做為吸收或分泌的上皮，但有些複層表面仍可讓水份及其它一些小分子通透。複層上皮的分類是依據其表面細胞的形狀和構造，但基底層的細胞通常爲立方狀的。
包括
- 複層扁平上皮
- 複層柱狀上皮
- 複層立方上皮
- 移形上皮